# Аллен, Самуэль Вебстер
Самуэль Вебстер Аллен (англ. Samuel Webster Allen; 23 марта 1844, Стокпорт, Великобритания — 13 мая 1908, Шрусбери, Великобритания) — католический прелат, ординарий епархии Шрусбери.

## Биография
Самуэль Вебстер Аллен родился 23 марта 1844 года во городе Стокпорт Великобритания.
10 апреля 1897 года Римский папа Лев XIII назначил Самуэля Вебстера Аллена епископом Шрусбери. 16 июня 1897 года Самуэль Вебстер Аллен был рукоположён в епископа.
Умер 13 мая 1908 года.